# 白垩铁线蕨
白垩铁线蕨（学名：Adiantum gravesii）为铁线蕨科铁线蕨属下的一个种。